# 贝戈勒
贝戈勒（法語：Bégole，法語發音：[beɡɔl]）是法国上比利牛斯省的一个市镇，属于塔布区。

## 地理
贝戈勒（43°9'25"N, 0°19'42"E）面积10.24 平方千米，位于法国奧克西塔尼大區上比利牛斯省，该省份为法国西南部内陆省份，北至热尔省，西接大西洋比利牛斯省，南与西班牙接壤，东临上加龙省。
与贝戈勒接壤的市镇（或旧市镇、城区）包括：拉内斯佩德、比尔、卡阿雷、卡斯泰尔巴雅克、卡斯泰拉拉尼斯、乌埃代、吕蒂尤、佩雷。

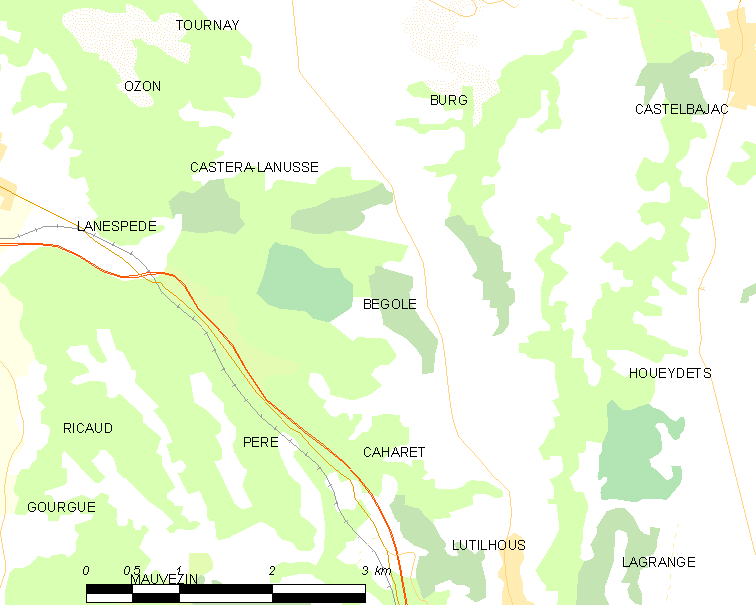
贝戈勒的OSM定位图

贝戈勒的时区为UTC+01:00、UTC+02:00（夏令时）。

## 行政
贝戈勒的邮政编码为65190，INSEE市镇编码为65079。

## 政治
贝戈勒所属的省级选区为阿罗斯河与巴伊斯河谷县。

## 人口

1962-2008年间贝戈勒人口变化图示

贝戈勒于2022年1月1日时的人口数量为191人。